# Obatzda
L'obatzda, anche chiamata Obatzter o Obazda, è una crema spalmabile a base principalmente di vari formaggi a pasta molle e tipica della Baviera.
È composta di camembert e/o brie ben stagionati, con aggiunta, a scelta, di romadur e/o limburger e/o formaggio fresco, di burro, di polvere di paprica e/o estratto di paprica. Possono essere aggiunte anche piccole dosi, di birra, cipolle, carvi e altre spezie.
L'obatzda si consuma a merenda in particolare nei Biergarten dove viene servito con cipollina fresca, pane di segale, brezel o ravanelli.
Probabilmente, questa crema è stata resa celebre da Caterina Eisenreich, ex gestrice di una birreria tra il 1920 e il 1958, il Bräustüberl a Weihenstephan, che all'ora della merenda serviva questa specialità ai clienti mentre stavano giocando con le tipiche carte da gioco "schafkopf "e “tarock”.
Il 14 febbraio 2015 è stata pubblicata una domanda di registrazione dell'"Obatzda" nel registro delle indicazioni geografiche protette.